# Центральна спілка українців Німеччини
Центральна спілка українців Німеччини (ЦСУН) — займається інтеграцією українців у німецьке суспільство, посиленням позитивного іміджу України в Європі. Заснована у січні 2007.
Керівник — Людмила Млош.
В 2017 спілка передала в Україну близько 100 тонн гуманітарної допомоги.
Спілка планує відкрити Український дім у Берліні.
Спілка має представництва в 12 федеральних землях ФРН із 16.
У 2021 році Спілка підписала Меморандум про співпрацю у сфері розвитку культурного туризму з Асоціацією Індустрії Гостинності України. 